# Canadá e as armas de destruição em massa
O Canadá não tem mantido localmente armas de destruição em massa desde 1984, e a partir de 1998 assinou tratados repudiando posse deles. O Canadá ratificou o Protocolo de Genebra, em 1930, e o Tratado de Não Proliferação Nuclear, em 1970, mas ainda sanciona contribuições para programas militares Americanos.

## Armas nucleares

### Introdução
Com a maior fronteira indefesa do mundo e da responsabilidade compartilhada para a defesa da América do Norte, o Canadá tem sido um aliado militar dos Estados Unidos. Com a ênfase Americana na dissuasão nuclear após testes de bombas atômicas da União Soviética, a cooperação do Canadá com os Estados Unidos exigiu o alinhamento da doutrina Canadense com elementos defensivos da doutrina Americana de armas nucleares.
A primeira arma nuclear dos Estados Unidos foi para o Canadá em 1950, quando o Comando Aéreo Estratégico da Força Aérea dos Estados Unidos posicionou bombas atômicas modelo 11 Fat Man 1561 em Goose AFB, Labrador.
De 1963 a 1984, o Canadá colocou um total de quatro sistemas táticos de armas nucleares que implantou várias centenas de ogivas nucleares.
Durante a Guerra Fria, o Canadá foi estreitamente alinhado com os elementos de defesa dos programas dos Estados Unidos, tanto NORAD e a OTAN. Em 1964, Canadá enviou o White Paper on Defence para o Secretário de Defesa dos Estados Unidos, Robert McNamara para garantir que ele não iria, “encontrar nada nestas referências contrárias a quaisquer vistas que [ele] pode manifestar.”
O Canadá retirou três dos quatro sistemas de armas com capacidade nuclear em 1972. O único sistema retido, o AIR-2 Genie emitiu 1,5 quilotons de força, e foi projetado para atacar aviões inimigos ao invés de alvos terrestres, e não pode se qualificar como uma arma de destruição em massa, dado o seu rendimento limitado.

### Segunda Guerra Mundial e Guerra Fria

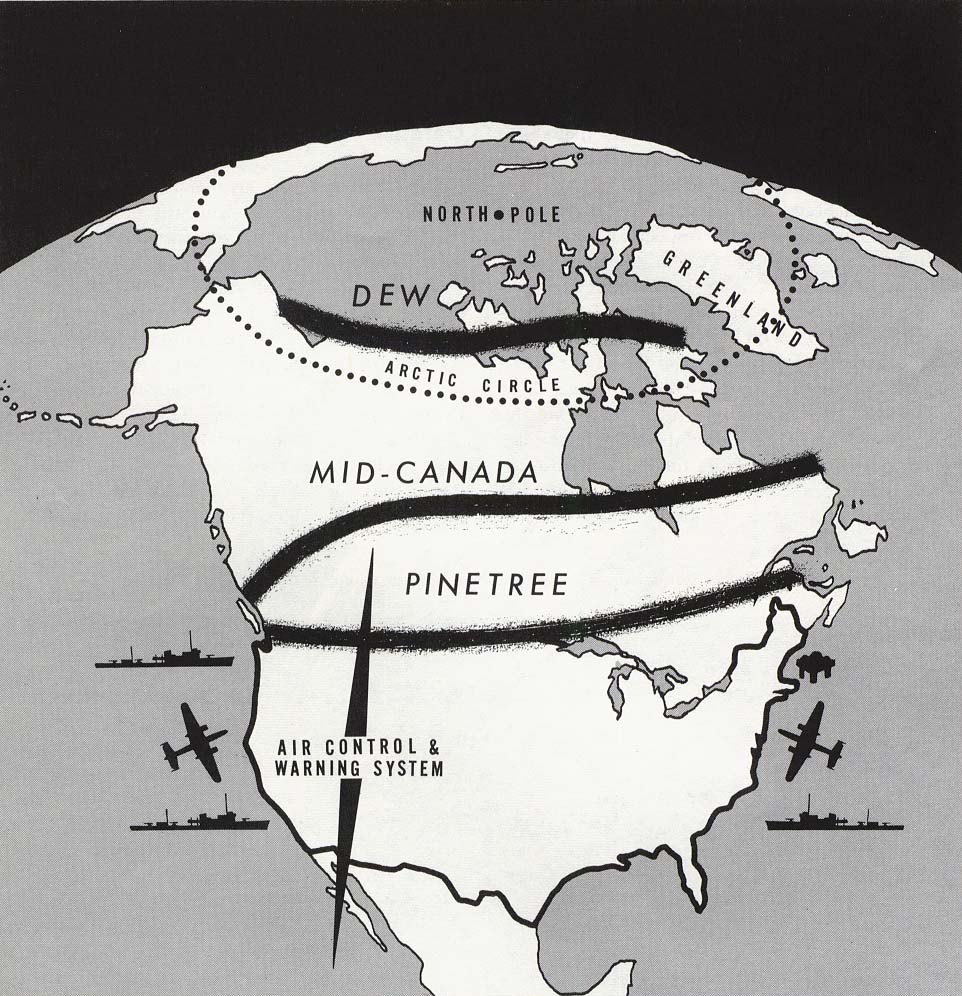
Linhas de aviso da América do Norte

Relação militar do Canadá com os Estados Unidos tem crescido significativamente desde a Segunda Guerra Mundial. Embora o Domínio do Canadá surgiu em 1 de julho de 1867, a política externa Canadense foi determinada na Grã-Bretanha. Canadá entrou na Primeira Guerra Mundial em 1914, quando a Grã-Bretanha declarou guerra à Alemanha e do Império Austro-Húngaro. Política externa Canadense tornou-se independente em dezembro de 1931 com a aprovação do Estatuto de Westminster. Em 1939, o Canadá declarou guerra à Alemanha, uma semana depois que a Grã-Bretanha, em 10 de setembro de 1939. Os Estados Unidos não entraram na guerra até 7 de dezembro de 1941.
Um dos primeiros acordos formais de cooperação militar foi feito em agosto de 1940. Conhecido como o acordo Ogdensburg, estabeleceu o Conselho Conjunto Permanente de Defesa. Ambos os países são membros fundadores da Organização das Nações Unidas bem como a Organização do Tratado do Atlântico Norte (OTAN). Eles assinaram o Acordo NORAD em 1957 e criaram o Comando de Defesa Aérea da América do Norte para defender o continente contra ataques da URSS.
No Acordo de Quebec de 1942, o Reino Unido e os Estados Unidos concordaram em desenvolver o Projeto "Tube Alloys" e criaram uma comissão para gerenciar o projeto que incluía C. D. Howe, o Ministro Canadense de Munições e Abastecimento. Este foi o codinome para o projeto Comitê de urânio Britânico, que já havia trabalhado em um projeto teórico de uma bomba atômica. Uma contribuição importante foi o cálculo da massa crítica de urânio. A massa foi menor do que as estimativas anteriores e sugeriu que o desenvolvimento de uma bomba de fissão era prático. "Tube Alloys" fazia parte de uma expedição da pesquisa científica mais secreta da Grã-Bretanha que foi enviada aos Estados Unidos por segurança quando a ameaça de uma invasão Alemã foi significativa. Os materiais eram o magnetron que foi essencial para o RADAR, informações britânicas relacionadas com as máquinas de Enigmas Alemãs, desenhos de motores a jato, bem como "Tube Alloys".
Os Estados Unidos desenvolveram a primeira bomba atômica pelo Projeto Manhattan, que era tão secreto que o vice-presidente Harry S. Truman não tinha conhecimento de que, quando ele se tornou presidente após a morte do presidente Roosevelt. É improvável que as autoridades Canadenses estavam cientes do Projeto Manhattan para além das circunstâncias da entrega de "Tube Alloys".
Somente função específica do Canadá no Projeto Manhattan estava fornecendo matéria-prima, incluindo minério de urânio de uma mina no norte, que pode ter sido usado na construção da bomba atômica que foi lançada sobre Hiroshima em 1945. Canadá continuou a fornecer o material físsil para os Estados Unidos e outros aliados durante a Guerra Fria, embora o Canadá nunca desenvolveu armas nucleares por conta própria como fez os aliados da OTAN a França e o Reino Unido.
O Canadá não passava de um fornecedor terceirizado de materiais raros, com algumas exceções. Depois de permitir que brevemente armas nucleares para ser temporariamente posicionadas em Goose Bay, Labrador, Canadá concordou com um contrato de arrendamento a longo prazo da base de Goose Bay para o Comando Aéreo Estratégico dos Estados Unidos. Os Americanos se recusaram a estocar carcaças de bombas para o B-36 em Goose Bay. Estas bombas teriam sido armadas em guerra com materiais trazidos dos Estados Unidos. Goose Bay foi usada como base aérea de reabastecimento, que eram para apoiar as forças de bombardeiros do Comando Aéreo Estratégico B-47 e B-52.
Em 1951, a Linha Pinetree foi estabelecida ao norte da fronteira Canadá-Estados Unidos, e em 1953 o Canadá construiu Mid-Canada Air Warning Line, que foi ocupada pelo exército Canadense. Em 1954, a Linha Distant Early Warning (DEW) foi criada em conjunto pelos Estados Unidos e o Canadá, no Ártico. A Linha Pinetree foi construída para controlar a batalha aérea entre as forças interceptadoras do NORAD e bombardeiros Soviéticos. Começando com o Ground-controlled interception atualizados desde a Segunda Guerra Mundial, o sistema foi informatizado e automatizado, com pelo menos quatro novas gerações de tecnologia. Ficou claro, até mesmo nos primeiros anos da Guerra Fria, que, no papel, o Canadá e os Estados Unidos estavam a ser co-responsáveis pela defesa do continente. Na execução, o investimento Canadense em defesa aérea diminuiu significativamente com o declínio da ameaça de bombardeiro estratégico intercontinental. Na década de 50 o RCAF contribuiu com 14 esquadrões de interceptores CF-100 e esta foi reduzida para apenas 3 esquadrões de CF-101 em 1970. Parte disso é devido à melhoria da tecnologia, mas é mais devido ao declínio da ameaça de bombardeiro e as reduções nos gastos militares Canadenses.

### Inventário de armamento nuclear do Canadá

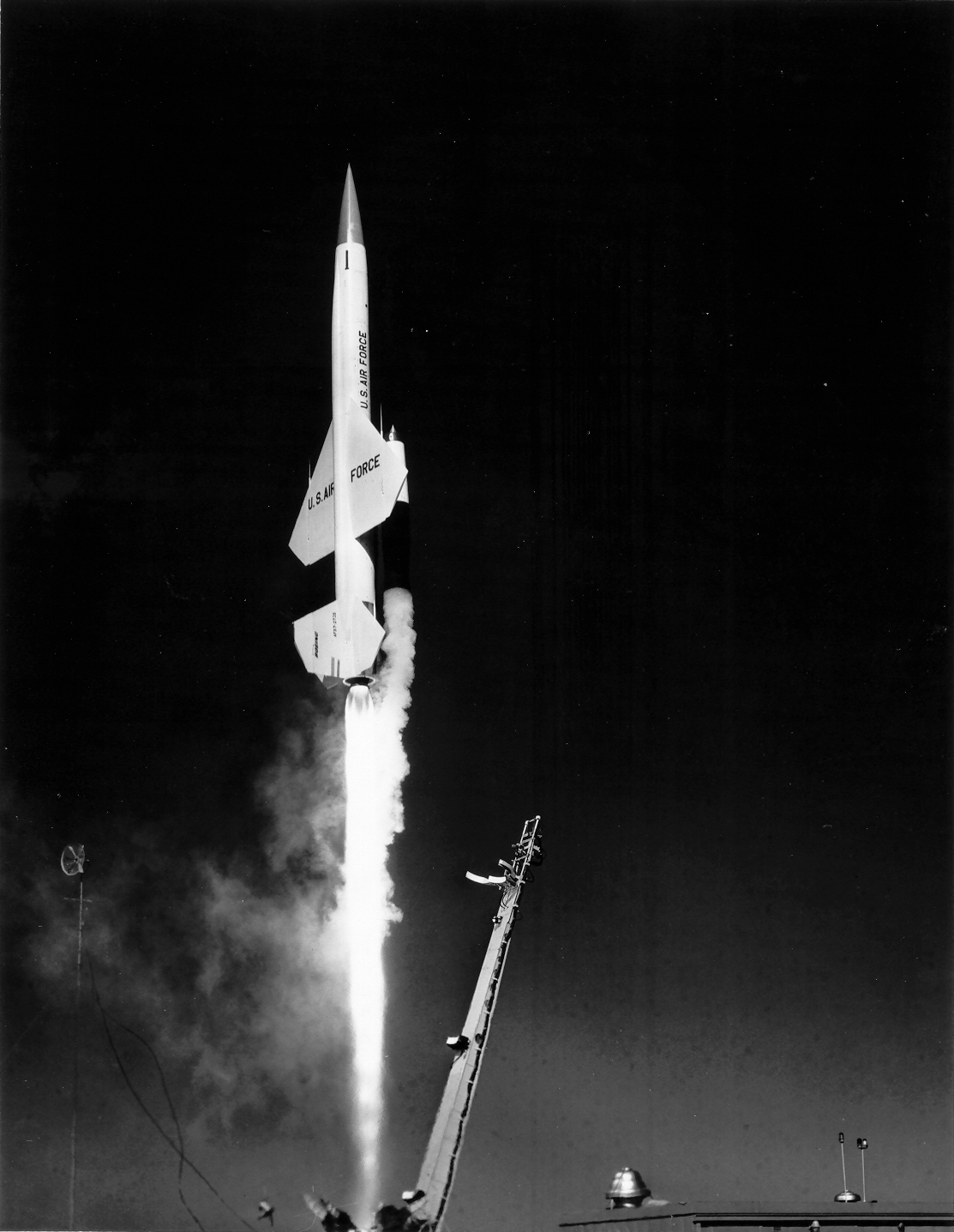
BOMARC CIM-10; Ogiva: W40 7-10 kilotons
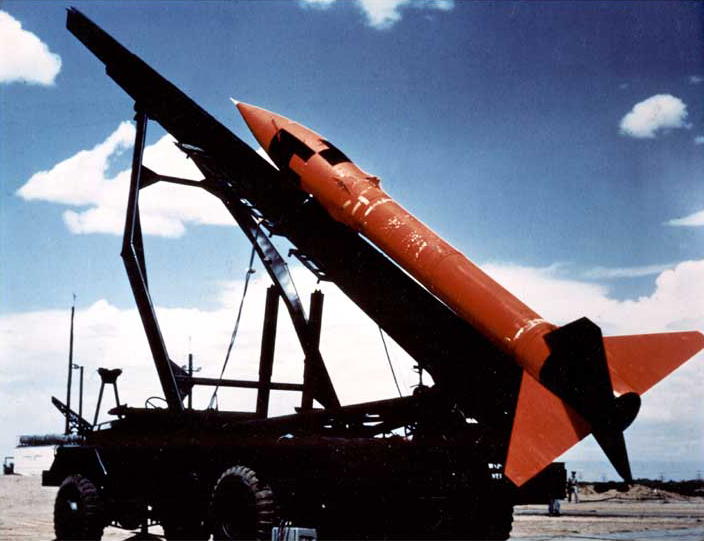
Honest John; Ogiva W7 8-61 kilotons
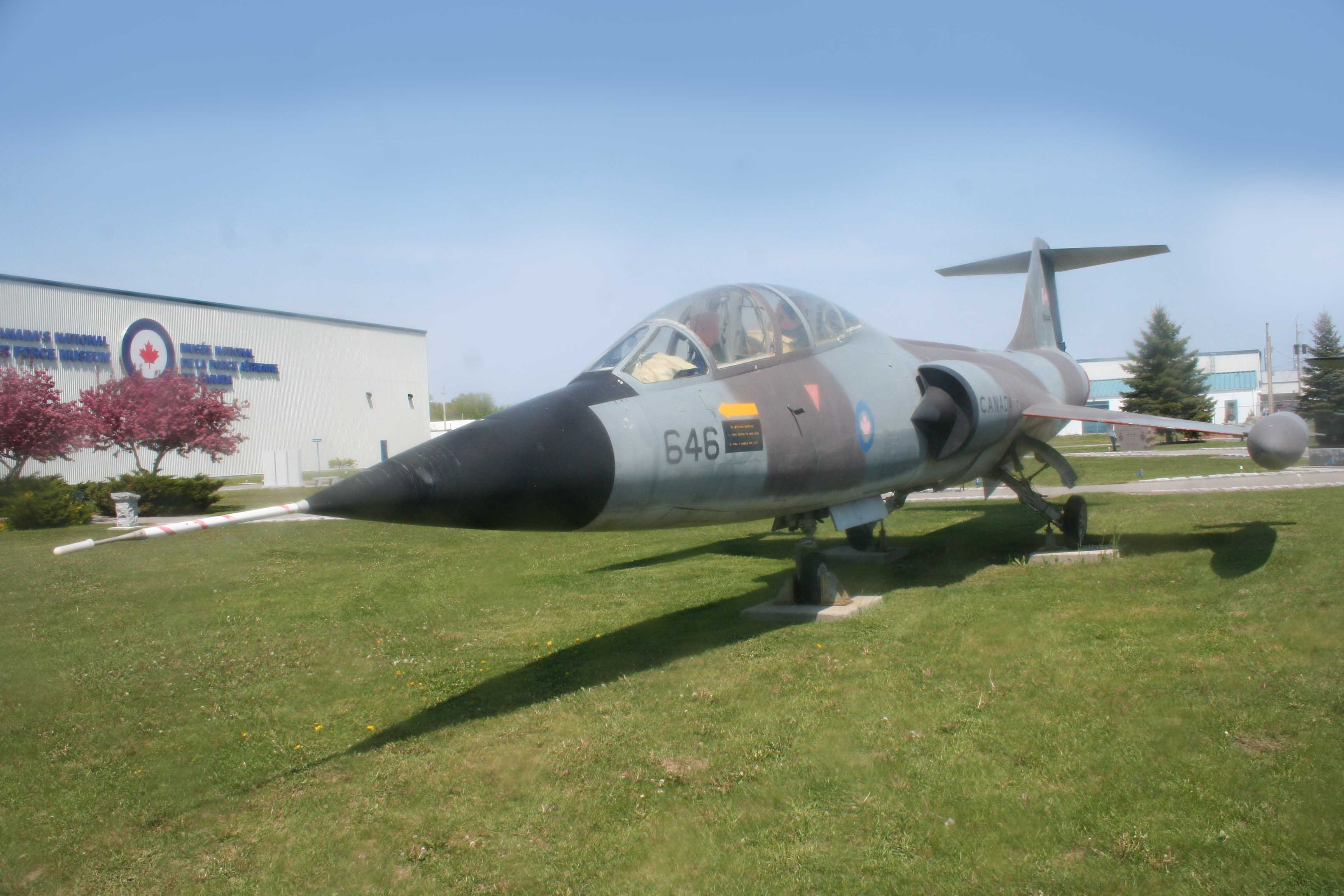
CF-104 Starfighter; Ogiva: B57 5-20 kilotons; B28 70-350 kilotons; B43 1 megaton
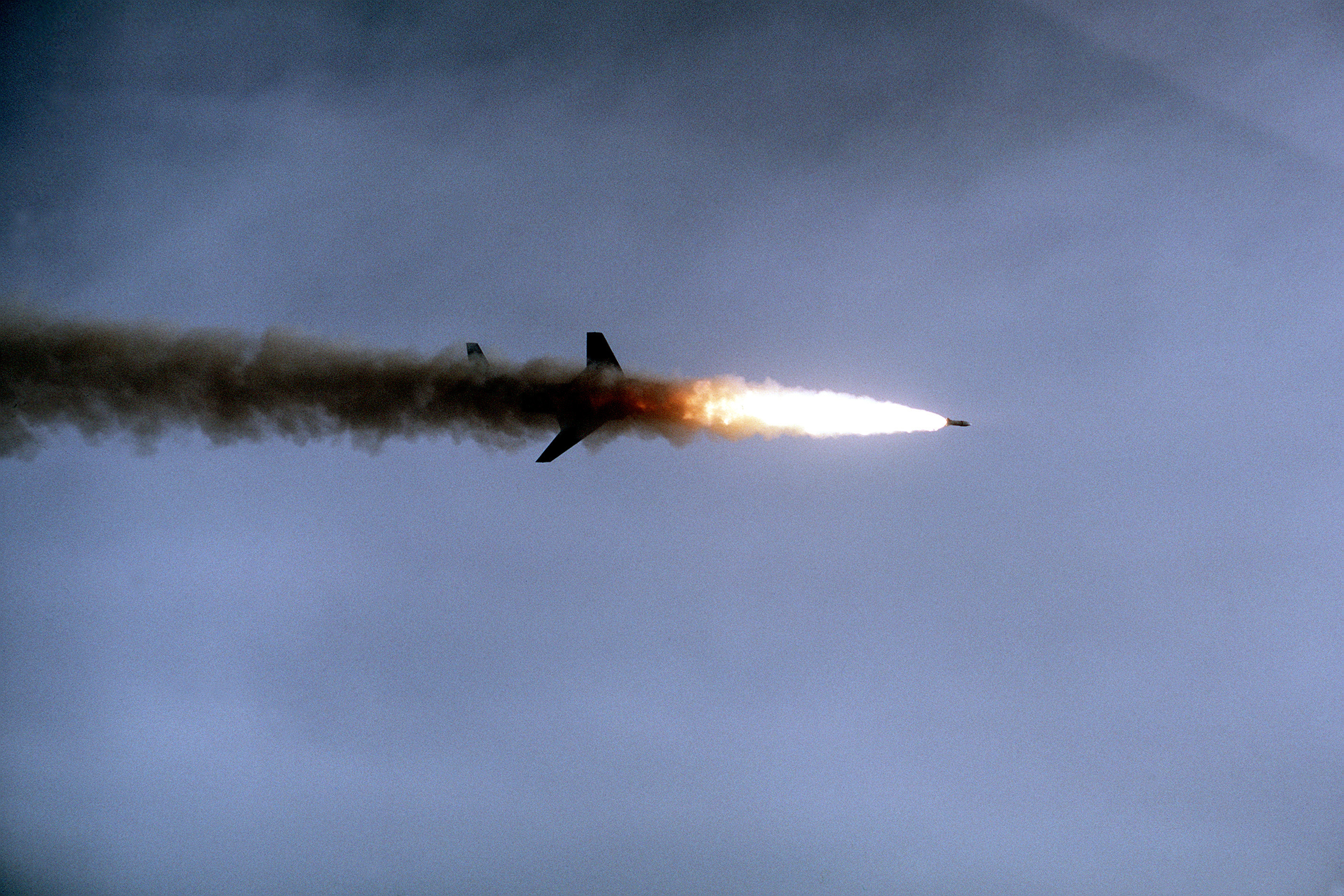
Teste de arma VooDoo; Ogiva: W25 1.5 kilotons

Na véspera de Ano Novo, em 1963, a Força Aérea Real Canadense entregou um carregamento de mísseis Bomarc com ogivas nucleares para um local perto de RCAF Station North Bay. O Governo do Canadá nunca admitiu publicamente a presença de armas nucleares em bases Canadenses no Canadá e na Alemanha, mas sua presença era de conhecimento comum na época. É geralmente aceito que as ogivas de mísseis Bomarc foram entregues neste frio (-13 graus Celsius) na noite de inverno, quando um grupo de manifestantes ficou em uma vigília nos portões do local dos mísseis. Foi dito que eles assumiram que a RCAF seria improvável que eles trabalhassem esta noite tradicional de celebração. A entrega foi fotografada pela imprensa e este revelou ao mundo que o fornecimento havia ocorrido.
As ogivas nunca estiveram na posse exclusiva dos oficiais Canadenses. Eles eram de propriedade do governo dos Estados Unidos e estavam sempre sob a supervisão direta de um "Destacamento de custódia" da Força Aérea dos Estados Unidos (ou do Exército, no caso das ogivas Honest John).
Até 1984, o Canadá implantou quatro sistemas de entrega de armas nucleares Americanos concebidos e acompanhados por centenas de ogivas controladas pelos Estados Unidos:
- 56 Mísseis terra-ar BOMARC CIM-10.[18]
- 4 Honest John Sistemas armados com um total de 16 ogivas nucleares W31 do Exército canadense implantado na Alemanha.[18]
- 108 Mísseis nucleares Genie W25 carregados por 54 CF-101 VooDoos.[18]
- Estimativas de 90 a 210 ogivas nucleares táticas de (20-60 kilotons) atribuídas a 6 esquadrões de CF-104 Starfighter (cerca de 90 aeronaves), com base da OTAN na Europa (há uma falta de fontes abertas detalhando exatamente quantas ogivas foram implantadas).[19]

Na prática, cada um dos 36 esquadrões da OTAN (inicialmente 6 esquadrões Canadenses Number 1 Air Division RCAF) forneceram 2 aeronaves e pilotos para a Quick Reaction Alert facility. A aeronave "Q" pode decolar com uma arma nuclear armada dos Estados Unidos dentro de 15 minutos do recebimento da ordem "go". Esta ordem foi chamada de Quick Reaction Alert Force pela OTAN. Proporcionou uma força dispersa de mais de 100 aeronaves de ataque para uso em curto prazo de tempo. Missões tinham como alvo concentrações de tropas, aeroportos, pontes e pontos de posicionamentos e outros alvos táticos, a fim de diminuir as enormes formações de tanques do Exército Vermelho.
No total, havia entre 250 e 450 ogivas nucleares em bases canadenses entre 1963 e 1972. Havia no máximo 108 mísseis Genie armados com 1,5 kilotons com ogivas W25 em 1973 e 1984. Pode ter havido menos devido ao atrito dos CF-101S como o programa de idade e, com a entrada dos CF-18 tornou-se o combate mais qualificado. Além disso, entre 1968 e 1994, os Estados Unidos guardaram os Mark 101 Lulu e bombas nucleares B57 na Estação Naval de Argentia, Terra Nova.
Esse número diminuiu significativamente ao longo dos anos, como vários sistemas foram retirados do serviço. Os Honest John foram aposentados pelo Exército Canadense em 1970. Os mísseis Bomarc forram extintos em 1972 e os esquadrões CF-104 Strike/Attack da Alemanha Ocidental foram reduzidas em número e realocados para ataque ao solo convencional em cerca ao mesmo tempo. No final de 1972, a força interceptadora CF-101 manteve-se como o único sistema de armas nucleares em uso Canadense, até que foi substituído pelos CF-18, em 1984.
As aeronaves CF-18 forram equipados com os AIM-7, AIM-9 e vários mísseis ar-ar mais avançados. Todos estes empregam ogivas convencionais. Estes mísseis são mais confiáveis, precisos e tem maior alcance do que a Genie tipo nuclear, de curto alcance e não guiados. Eles também são livre de procedimentos de segurança, oneração e considerável bagagem política associada com ogivas nucleares.

### Relação da Guerra Fria com os Estados Unidos
Com a doutrina militar da Guerra Fria no Canadá, o destino estava inextricavelmente ligado com o dos Estados Unidos. As duas nações dividiram a responsabilidade para a defesa aérea continental através da NORAD (Comando de Defesa Aérea da América do Norte) e ambos pertenciam à OTAN e contribuíram com as forças na Europa. Se uma guerra nuclear com a União Soviética tivesse estourado, Canadá teria sido atacado. Primeiro Ministro Brian Mulroney em 1987 no Canadian White Paper on Defence reconheceu esta realidade citando que, "Planejadores estratégicos Soviéticos devem considerar o Canadá e os Estados Unidos como um único conjunto de alvos militares, não importa o que a postura política poderia supor." Isto resume a situação da Guerra Fria do Canadá, bem como relação geo-política do Canadá com os Estados Unidos significa que o Canadá seria inevitavelmente e amplamente devastada pela guerra nuclear Estados Unidos-União Soviética se fosse atacada ou não. Isso levou a uma frase familiar do tempo, "a incineração sem representação".
A linha DEW e sistemas de radar da Linha Pinetree formaram uma espinha dorsal de defesa aérea continental nos anos 50 e 60. As rotas mais prováveis para aviões Soviéticos atacarem os Estados Unidos vieram através do Canadá. Em particular, a Costa Leste dos Estados Unidos seria aproxima depois Reino Unido, Islândia, Groenlândia e uma linha de radares de busca que percorrem a costa do Labrador e para Gander, Terra Nova. Estas estações eram apoiadas por interceptores CF-101 da RCAF em Bagotville, Quebec e Chatham, New Brunswick, bem como a interceptores F-102 dos USAF estacionado em Stephenville, Terra Nova (Base Aérea de Harmon). Estes foram, presumivelmente, equipadas com mísseis nucleares AIM-26 Falcon esta era uma configuração padrão do F-102.
Canadá não acolheu bombardeiros estratégicos intercontinentais, mas a base do Comando Aéreo Estratégico em Goose Bay Labrador recebeu um grande número de aviões-tanque KC-135 de reabastecimento aéreo. Estes tinham a intenção de encher os tanques de combustível da força de ataque dos B-52 dirigidos para alvos na União Soviética. Também apoiaram o SAC Airborne Alert Force e teria que abastecer qualquer bombardeiro sobrevivente que retornaria da União Soviética.

### "Incineração sem declaração"

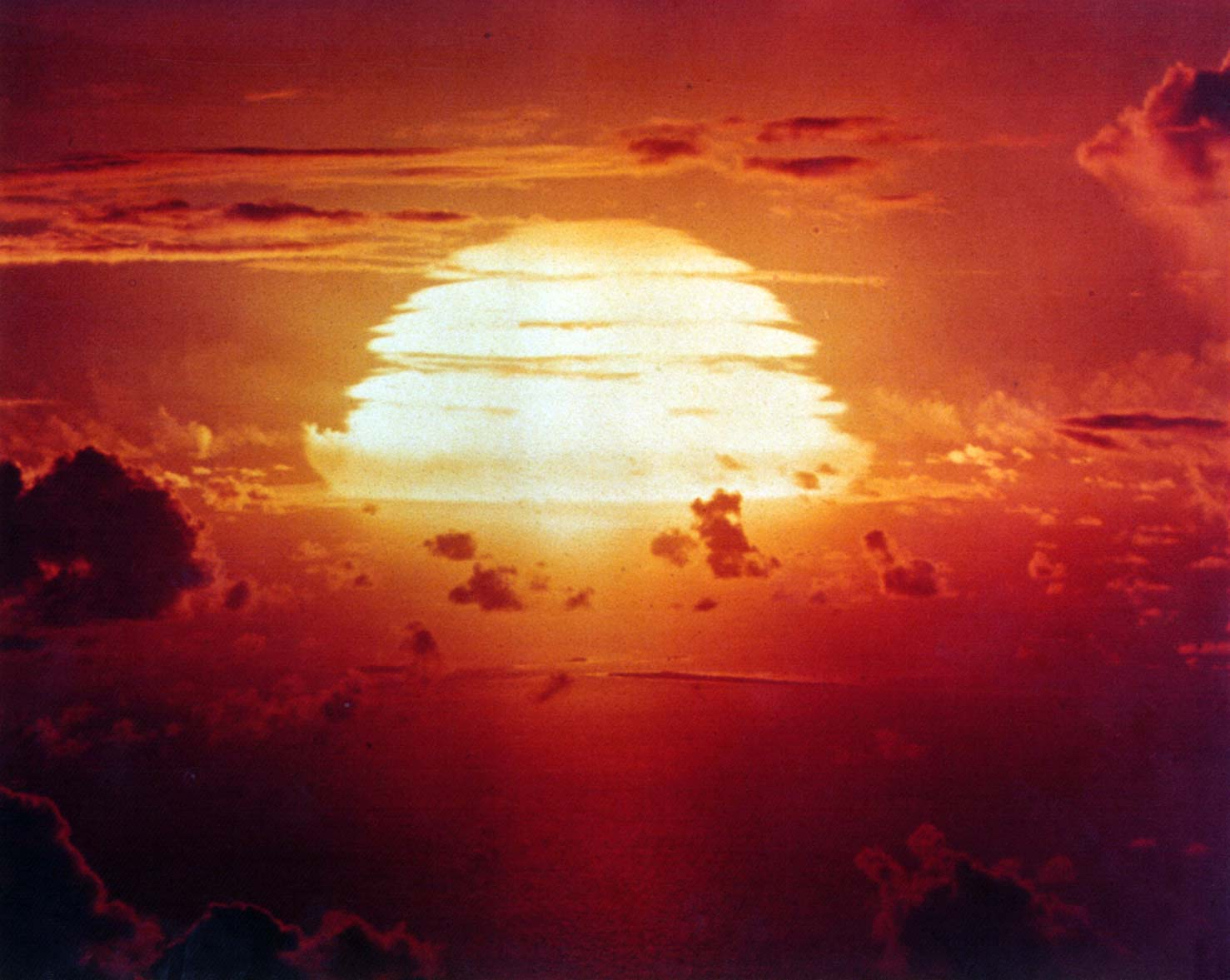
Teste nuclear Apache em 1956.

Para o público canadense, a "incineração sem representação" levou a uma crença popular de que a doutrina da destruição mútua assegurada (MAD) era no melhor interesse do Canadá. MAD foi a doutrina da Guerra Fria, que considerou que, enquanto os Estados Unidos e a URSS possuíam arsenais nucleares significativos, qualquer guerra nuclear seria seguramente destruir ambas as nações, desestimulando, assim, um ou outro estado de lançar qualquer ofensiva nuclear. Para os Canadenses, MAD apelava nesta perspectiva, como o Canadá era improvável a surgir depois da guerra nuclear ilesa dada a sua posição entre os dois países, como os mísseis poderiam cair antes antes de atingir ambos os lados provavelmente cairiam em solo Canadense.
O primeiro-ministro Pierre Elliott Trudeau, em 1971, no Defence White Paper, notou esta dinâmica:
"Uma das mudanças mais importantes nas relações internacionais nos últimos anos foi o aumento da estabilidade da dissuasão nuclear, e o surgimento do que é, com efeito, a igualdade nuclear entre os Estados Unidos e a União Soviética. Cada lado tem agora a força nuclear suficiente para garantir retaliação devastadora em caso de um ataque de surpresa, e, portanto, nenhum deles poderia racionalmente considerar o lançamento de um ataque deliberado."
Mesmo tão tarde quanto 1987, no Defence White Paper o Primeiro Ministro Mulroney reconheceu que, "cada superpotência agora tem a capacidade de destruir um ao outro,... a estrutura de dissuasão mútua hoje é eficaz e estável. O Governo acredita que deve continuar assim." Dada a perspectiva de "incineração sem representação", os Canadenses pareciam sentir que a doutrina que mais incentivou a restrição foi a forma estratégica mais sólida de um apoiar o outro.
Os Canadenses ainda estavam nervosos sobre a política externa dos Estados Unidos, no entanto. Em 1950, quando o presidente dos Estados Unidos, Harry S. Truman anunciou que Washington não tinha inteiramente descartado o uso de armas nucleares na Coreia, o Primeiro Ministro Lester B. Pearson lembrou as declarações que causaram Ottawa coletivamente "estremecer". Um observador da época da Guerra Fria ainda comentou que,
"Os Canadenses costumam pensar que seu vizinho ao sul apresenta fortes oscilações de apegos emocionais...com outros países; que é impaciente, é propenso a fazer julgamentos radicais e, em geral não tem sofisticação e sutileza na sua abordagem para o bloco Soviético e da Guerra Fria."
No entanto, se a liderança Canadense estava nervosa sobre a política externa dos Estados Unidos, eles não manifestam o seu descontentamento através de ações. O Canadá foi consistente e significativamente cooperativo com os Estados Unidos quando veio a doutrina e implementações de armas nucleares durante a Guerra Fria.

### Continuação da cooperação com os Estados Unidos para o presente

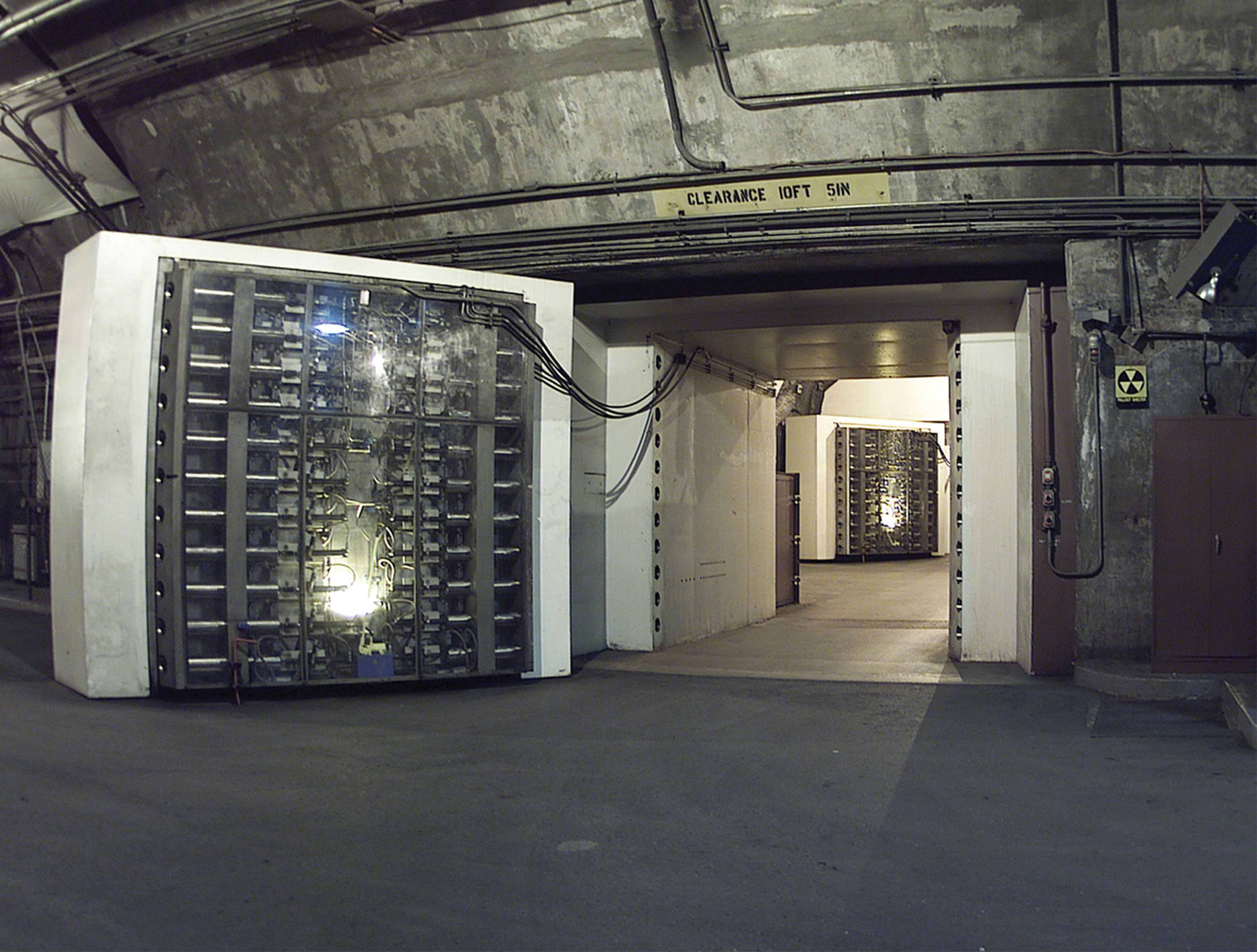
Portas blindadas da NORAD

O Governo do Canadá concordou formalmente com todos os documentos estratégicos importante da Organização do Tratado do Atlântico Norte (OTAN), incluindo aqueles que implicaram um primeiro-ataque da política dos Estados Unidos. Isto pode sugerir que os governos sucessivos Canadenses estavam dispostos a seguir doutrina dos Estados Unidos e da OTAN, mesmo que tal doutrina era contrária à doutrina publicamente favorecida (e politicamente suportada) de Destruição Mútua Assegurada. Professores J.T. Jockel e J.J. Sokolsky explorar esta afirmação em profundidade em seu artigo "Canada's Cold War Nuclear Experience". Além disso, o Canadá permitiu o destacamento avançado dos bombardeiros dos Estados Unidos a participaram ativamente e extensivamente no programa NORAD, bem, Canadá cooperou com os Estados Unidos quando se tratava de pesquisa, de alerta, de vigilância e de comunicações. Canadá ficou em segundo lugar apenas para a Alemanha Ocidental em sediar instalações relacionadas a energia nuclear. Em suma, o governo Canadense estava completamente empenhado em apoiar a doutrina nuclear dos Estados Unidos e as implementações por meio da Guerra Fria, a despeito de quaisquer reservas populares sobre esta dinâmica.
Embora não tive-se armas nucleares obteve posicionados de forma permanente a partir de 1984, o Canadá continua a cooperar com os Estados Unidos e seu programa de armas nucleares. Canadá permite testes de sistemas vetores de armas nucleares; navios que transportam armas nucleares estão autorizados a visitar os portos Canadenses; aviões que transportam ogivas nucleares estão autorizados a voar no espaço aéreo Canadense, com a permissão do governo Canadense. Há, no entanto, objeção popular para esta política federal. Mais de 60% dos Canadenses vivem em cidades ou áreas designadas "Livre de Armas Nucleares", refletindo a aversão contemporânea para as armas nucleares no Canadá. O Canadá também continua a permanecer sob o 'guarda-chuva nuclear' da OTAN; mesmo depois de desarmar-se, em 1984, o Canadá tem mantido o apoio para as nações com armas nucleares de fazer de outra forma seria contraproducente aos compromissos Canadenses da OTAN.

## Armas químicas
Durante a Primeira Guerra Mundial e a Segunda Guerra Mundial, o Canadá foi um grande produtor e desenvolvedor de armas químicas para o esforço de guerra dos Aliados. Estes foram usados em combate na Primeira Guerra Mundial, mas não na Segunda Guerra Mundial. Experimentação humana foi realizada durante a Segunda Guerra Mundial, com a CFB Suffield se tornando líder do centro de pesquisa. Milhares de soldados Canadenses foram expostos ao gás mostarda, gás blister, gás lacrimogêneo e outros agentes, e alguns foram permanentemente feridos como resultado. Após duas guerras mundiais, as forças militares Canadenses voltaram para casa e foram encaminhados para despejar milhões de toneladas de munições não detonadas no Oceano Atlântico ao largo de Nova Escócia; uma quantidade indeterminada destes engenhos explosivos são conhecidos por serem armas químicas. Na Convenção de Londres de 1972 proibiu o despejo de munições não detonadas, no entanto as armas químicas existentes ao largo da costa da Nova Escócia há mais de 60 anos continuam a trazer preocupação para as comunidades locais e a indústria pesqueira.
Testes em humanos de armas químicas como o gás sarin e VX continuaram no Canadá até 1960, e os agentes de desfolhação perigosos foram testados no CFB Gagetown de 1956 a 1967. Testes no CFB Gagetown do agente laranja e o mais tóxico agente roxo em 1966 e 1967 provocaram uma variedade de doenças agudas e crônicas, entre os soldados e civis que trabalharam lá. Os testes deixaram o Canadá com grandes arsenais de armas químicas. Canadá acabou por abandonar o uso de armas químicas letais, e teve que se dedicar a um grande esforço para destruí-los com segurança. Canadá ratificou a Convenção sobre as Armas Químicas, em 26 de setembro de 1995. Canadá ainda emprega agentes antimotins que são classificadas como armas não letais.

## Armas biológicas
O Canadá teve um programa de pesquisa de armas biológicas no início e parte do meio do século XX. Pesquisa Canadense envolveu o desenvolvimento de proteções contra ataques de guerra biológica e para fins ofensivos, muitas vezes com a ajuda do Reino Unido e os Estados Unidos. Canadá experimentou coisas como antraz como arma, toxina botulínica, ricina, vírus da peste bovina, febre maculosa, peste bubônica, brucelose e tularemia. CFB Suffield era o principal centro de pesquisa. Canadá diz ter destruído todos os arsenais militares e não realiza pesquisa de guerra biológica. Canadá ratificou a Convenção sobre as Armas Biológicas em 18 de setembro de 1972.
De interesse particular é que o Canadense Sir Frederick Banting, descobridor da insulina, serviu como um major do Exército na Segunda Guerra Mundial. Houve algumas reclamações de que ele era um pesquisador chave de guerra biológica. Como muitos de seus colegas em cargos de chefia durante a Segunda Guerra Mundial, Banting tinha servido como oficial médico da Força Expedicionária Canadense na Primeira Guerra Mundial. Essa experiência teria sido claro para ele as profundezas da crueldade inerente a guerra moderna. Ele é creditado com o acionamento do alarme sobre o potencial de desenvolvimento de armas biológicas e químicas da Alemanha em Londres, em 1939. Sua influência sobre os membros do governo de Churchill pode ter contribuído para a decisão depois de realizar pesquisas guerra bacteriológica em Porton Down. Banting morreu em 1941 na queda de um bombardeiro Hudson a leste de Gander, Newfoundland, a caminho de Inglaterra para trabalhos relacionados com a sua pesquisa sobre o Franks Flying Suit. Isso foi cerca de um ano antes de trabalhar em Antraz, que teve lugar em Grosse-Île, Quebec no início de 1942.

## Desarmamento
O Canadá é um membro de qualquer organização internacional de desarmamento e está empenhada em pressionar para o fim de testes de armas nucleares, a redução dos arsenais nucleares, a proibição de todas as armas químicas e biológicas, a proibição de armas no espaço exterior, e os blocos sobre a proliferação nuclear. No entanto, nos últimos anos tornou-se menos vocal sobre a questão do desarmamento; a necessidade de aumentar a defesa das fronteiras, especialmente nos Territórios, foi recentemente ofuscado e outras questões em círculos militares.
Canadá mantém uma divisão do Departamento de Relações Exteriores dedicada à prosseguir estes fins. Ele também se dedica a recursos significativos na tentativa de verificar que os tratados atuais estão sendo obedecidos, passando muita informação sobre as Nações Unidas. Na década de 70, o Canadá discutida a construção de um satélite de reconhecimento para monitorar a adesão a tais tratados, mas esses planos foram arquivados. Um furor público surgiu em 1983, quando o governo Canadense aprovou um plano para testar mísseis de cruzeiro em Alberta.
O Canadá continua a promover a tecnologia nuclear para fins pacíficos exemplificado pelo reator CANDU. Diferentemente da maioria dos projetos, o CANDU não necessita de enriquecido de combustível e em teoria, é, portanto, muito menos susceptíveis de conduzir ao desenvolvimento de combustível para armas. No entanto, como todos os modelos de reatores de energia, o CANDU produz e utiliza plutônio nas suas barras de combustível durante a operação normal (cerca de 50% da energia gerada o CANDU vem da fissão em in situ de plutônio criado no combustível de urânio), e este plutônio pode ser utilizado numa arma nuclear se separado e convertido para a forma metálica (ainda que apenas o reator de plutônio, e portanto de utilidade militar limitada). Assim, os reatores CANDU, como a maioria dos reatores de energia do mundo, estão sujeitos a salvaguardas no âmbito das Nações Unidas, para evitar um possível desvio de plutônio. Reatores CANDU são projetados para serem reabastecidos durante a execução, o que faz com que os detalhes dessas salvaguarda significativamente diferente de outros projetos de reatores. O resultado final, porém, é um nível consistente e internacionalmente aceito de risco de proliferação.
Uma acusação comum é que a Índia usou reatores Canadenses para produzir plutônio para armas. A Índia possui dois reatores CANDU licenciados e começaram os testes de armas nucleares logo depois que se tornou operacional em 1972. No entanto, os observadores internacionais concluíram que nenhum plutônio foi desviado dos reatores CANDU salvaguardados. O plutônio para as bombas iniciais veio do reator CIRUS mais velho construído pelo Canadá, mas o material para o teste nuclear mais recente da Índia, a Operação Shakti, é pensado para vir do reator Dhruva concebido localmente. A Índia também tem construído uma série de reatores, e não sob salvaguardas da AIEA, que foram derivadas do projeto CANDU e são utilizados para geração de energia. Estes também podem ser utilizados para a produção de plutônio.
Canadá se ofereceu para ajudar a destruir algumas das armas químicas restantes da URSS. Também se fala em levar combustível nuclear soviético e usá-lo como combustível em reatores CANDU, mas isso é controverso.

## Outras leituras
- John Clearwater (1998), Canadian nuclear weapons: the untold story of Canada's Cold War arsenal, ISBN 978-1-55002-299-5, Dundurn Press Ltd.
- John Clearwater (1999). U.S. nuclear weapons in Canada. [S.l.]: Dundurn Press Ltd. ISBN 978-1-55002-329-9
- Sean M. Maloney (25 de julho de 2007). Learning to love the bomb: Canada's nuclear weapons during the Cold War. [S.l.]: Potomac Books, Inc. ISBN 978-1-57488-616-0
- Andrew Richter (2002), Avoiding Armageddon: Canadian military strategy and nuclear weapons, 1950-63, ISBN 978-0-7748-0888-0, UBC Press